# سنجش آلودگی در تروپوسفر

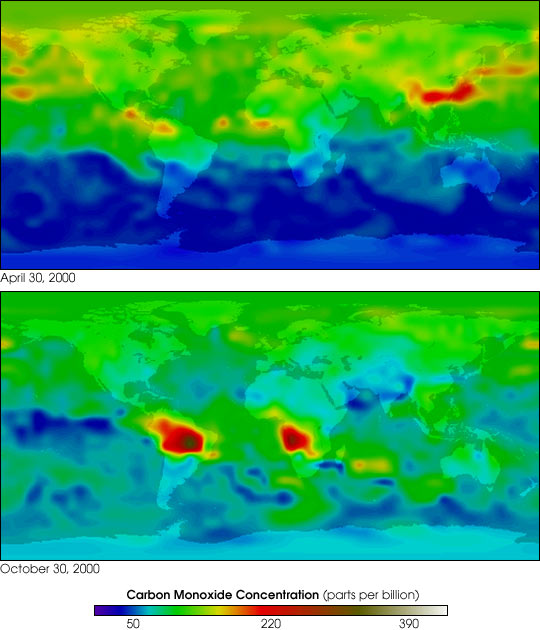
پایش جهانی مونواکسید کربن در سال ۲۰۰۰ توسط MOPITT

سنجش آلودگی در تروپوسفر (انگلیسی: Measurements of Pollution in the Troposphere) که به اختصار MOPITT نامیده می‌شود، سنجنده‌ای است که توسط ناسا بر روی ماهواره ترا نصب شده و در سال ۱۹۹۹ به مدار زمین پرتاب شد. این ابزار به منظور پایش تغییرات الگوهای آلودگی و اثرات آن در بخش زیرین جو زمین (تروپوسفر) طراحی شده است. بخش علوم فضایی آژانس فضایی کانادا سرمایه‌گذاری این پروژه را بر عهده داشته است.